# Союз Бувших Українських Вояків
Союз Бувших Українських Вояків (СБУВ) — українська комбатантська організація в Канаді, яка постала в 1936.
Осідок (з 1952) — Торонто; 5 станиць.
Діяльність: плекання військових традицій, харитативна, видавництво (з 1959 видає «Бюлетень СБУВ», з 1965 — назва «Дороговказ»).
Генеральну управу СБУВ очолювали:
- Сергій Вальдштайн (1936—1951)
- М. Садовський;
- І. Янішевський;
- І. Липовецький;
- Б. Оранський;
- З. Шкурупій (з 1974).